# 277 aC
El 277 aC va ser un any del calendari romà prejulià. A la República i a l'Imperi Romà es coneixia com l'Any del Consolat de Rufí i Bubulc (o també any 477 ab urbe condita). La denominació «277 aC» per a aquest any s'ha emprat des de l'edat mitjana, quan el calendari Anno Domini va ser el mètode prevalent a Europa per a anomenar els anys.

## Esdeveniments

### Antiga Grècia
- Antígon II Gònatas es proclama rei de Macedònia, després de tres anys d'anarquia i lluites entre diversos pretendents.[2]
- Nicomedes I rei de Bitínia demana ajuda a Leonnori, cabdill gal, que formava part de la Invasió celta dels Balcans i estava assetjant Bizanci, per lluitar contra el seu germà Zipetes. Amb la seva ajuda Nicomedes el va vèncer i va unificar Bitínia. Els gals, un cop a l'Àsia Menor s'estableixen al territori que pren el nom de Galàcia.[3]

### República de Roma
- Consolat de Publi Corneli Rufí i Gai Juni Brut Bubulc.[4]
- Els dos cònsols van al Sàmnium on són derrotats pels samnites que els ataquen a les muntanyes. Les pèrdues romanes provoquen una forta discussió entre els dos cònsols, que se separen. Joan Zonaràs diu que Bubulc es va quedar al Sàmnium mentre que Rufí se'n va anar a Lucània i Brútium. Però segons els Fasti, va passar el contrari, ja que atribueixen el triomf sobre Lucània i Bruttium a Juni Brut Bubulc.[5]
- Corneli Rufí fa la guerra als samnites i als grecs de la Magna Grècia que ja no disposen de la protecció de Pirros. Conquereix Crotona.[4]

### Sicília
- La fortalesa cartaginesa d'Erix és capturada per Pirros, rei de l'Epir.[6]

### Antiga Xina
- Li Bing, administrador i enginyer xinès del període dels Regnes Combatents, és nomenat governador civil (shou) a Shu Han, un estat de Sichuan acabat de derrotar. Segons el Shiji (llibre també anomenat Memòries de l'Historiador), Li Bing va prendre possessió del càrrec aquell any.[7]

## Necrològiques
- Sòstenes, general macedoni.[8]